# Beth Rodford
Beth Clare Rodford (Burton upon Trent, 28 de diciembre de 1982) es una deportista británica que compitió en remo.
Ganó una medalla de oro en el Campeonato Mundial de Remo de 2010, en la prueba de cuatro scull. Participó en dos Juegos Olímpicos de Verano, ocupando el quinto lugar en Pekín 2008 (ocho con timonel) y el sexto en Londres 2012 (cuatro scull).

## Palmarés internacional
| Campeonato Mundial | Campeonato Mundial        | Campeonato Mundial | Campeonato Mundial |
| Año                | Lugar                     | Medalla            | Prueba             |
| ------------------ | ------------------------- | ------------------ | ------------------ |
| 2010               | Cambridge (Nueva Zelanda) | Medalla de oro     | Cuatro scull       |